# Divinité taoïste
Le terme divinité taoïste peut s'appliquer à toute divinité intégrée dans le panthéon d'une école taoïsme. Il désigne donc aussi bien des divinités inventées par ces écoles que d'autres nées en dehors d'elles et qu'elles ont adoptées.

## Divinités exclusivement taoïstes

### Produits des spéculations d'écoles
Certaines divinités reflètent les spéculations métaphysiques ou cosmogoniques d'écoles particulières. Le taoïsme n'étant pas un système unifié, elles n'ont pas toujours une large diffusion dans l'ensemble de la population

### Divinités de l'Antiquité
Les écoles taoïstes ont intégré dans leurs panthéons des personnages de la mythologie chinoise, certains d'origine centre-asiatique ou indo-européenne, dont le culte était exotique, marginal, ou abandonné depuis longtemps. Pangu, Xiwangmu, Huang Di et d'autres ont ainsi retrouvé une place dans la religion de l'époque impériale par le biais d'écoles taoïstes.
voir : l'Empereur Jaune, Xiwangmu, Yandi, Shennong, Nüwa, Fuxi, Pangu, Zhurong, Chang'e

### Divinités stellaires, guérisseuses et de la nature
Les connaissances astrologiques, médicales, ou concernant le fengshui se transmettaient essentiellement dans le cadre de groupes maître-disciples. Les dieux des constellations, des montagnes et des mers, et les divinités guérisseuses sont donc presque toujours liées à des écoles taoïstes.
voir : Wenchangdijun, Zhenwudadi, Baoshengdadi, Bei Di

### Divinités taoïstes
Ci-dessous la liste des divinités reconnues généralement comme taoïstes et appartenant au panthéon officiel tel qu'il a été normalisé à différentes époques (voir : Baopuzi). Certaines divinités sont des personnages plus ou moins légendaires d'un culte populaire régional qui ont fini par trouver une place dans le panthéon taoïste.
- La Reine-Mère de l'Ouest (Xiwang Mu, 西王母) : responsable du paradis de l'Ouest et du pêcher d'Immortalité. Les promus Immortels ont l'honneur de pouvoir se présenter devant elle et de se voir offrir une pêche d'immortalité.
- La Dame des Nuages Bigarrés (Bixia nü, 壁霞)
- L'Empereur du Pic de l'Est (Donghua Dijun, 东华帝君) : divinité ancienne résidant dans le mont de l'Est (Taishan, 泰山), il est responsable des Enfers
- L'Empereur de Jade (Yuhuang Dadi, 玉皇大帝) : il est responsable du destin des hommes et du décompte des mérites. Il lui appartient de diminuer ou de rallonger la vie individuelle et même de promouvoir un mortel au rang des immortels.

Cultes populaires : Xuxun, Wang Daixian (sud de la Chine, Hong Kong)

### Immortelset maîtres divinisés
Un culte est rendu à certains maîtres, fondateurs mythiques comme Laozi, ou personnages dont l'existence est attestée comme Zhang Daoling. Dans le panthéon taoïste, Laozi divinisé est appelé Taishang Laojun (« Vénérable Supérieur »), il se confond avec l'un des Trois Purs (San Qing, 三清), personnification des trois formes d'énergie. Il n'est pas à proprement parler un Immortel, il fait partie des divinités (Shen, 神), au même titre que l'Empereur de Jade (Yuhuang, 玉皇) maître du destin des hommes et des immortels. C'est lui qui comptabilise les mérites accumulés d'un mortel et qui l'autorise à devenir Immortel. En réalité, l'histoire taoïste montre que l'empereur, ayant souvent pouvoir sur les communautés religieuses, décrétait que tel ou tel personnage supposé réel ou légendaire pouvait prétendre à cette promotion et donnait un titre honorifique (exemple Taishang laojun pour Laozi).
Les Immortels taoïstes sont des hommes ou des femmes qui par leurs mérites (Gongde, 功德) sont parvenus à s'extraire de leur condition mortelle pour se rapprocher des dieux. Ici le terme de « mérite » comprend aussi bien la vertu extérieure provenant des bonnes actions (voir : Ganying Pian) que la vertu intérieure ou cachée (Yinde, 阴德) provenant de la pratique (alchimique).

voir : Laozi, les Huit immortels

## Divinités non exclusivement taoïstes
Les écoles taoïstes fournissent à l'ensemble de la religion chinoise ses spécialistes en matière de rituels, les « maîtres » daoshi. Les grandes divinités populaires qui ne sont pas exclusivement bouddhistes sont donc intégrées dans leurs panthéons, où elles peuvent faire l'objet d'une interprétation spécifique à l'école. Il est naturel pour les dieux les plus populaires d'avoir plusieurs interprétations. Une déesse comme Mazu, par exemple, est présentée comme taoïste par les écoles de ce courant qui prétendent qu'elle a accédé à l'état de divinité après plusieurs années d'étude du Tao, mais également adoptée par le bouddhisme populaire, pour qui elle aurait étudié les sutras et serait même une réincarnation du bodhisattva Avalokiteshvara. Celui-ci est d'ailleurs, sous sa forme de Guan Yin, adopté par des écoles taoïstes, tout comme Yanluowang, pourtant lui aussi d'origine bouddhiste.